# ナンカー・フェルジ
ナンカー・フェルジ（Nanker Phelge）はイギリスのロックバンド、ローリング・ストーンズのメイン・クリエイターであるジャガー/リチャーズと他のメンバーとが共作した場合に使われるストーンズのソングライティング・チーム。この名義での楽曲はあまり多くなく、1965年を境に使われなくなった。

## 概要
ローリング・ストーンズは結成直後から1960年代半ば頃まで、自分たちが影響を受けた黒人ミュージシャンたちの楽曲を主に演奏していたが、1964年より徐々に自身によるオリジナル楽曲の制作を行い始めた。その過程で組まれたのがミック・ジャガーとキース・リチャーズの二人によるソングライティング・チーム「ジャガー/リチャーズ」だった。ストーンズのオリジナル楽曲のほとんどはこのチームにより生み出されたが、中にはこのチーム以外のバンドメンバーが関わることがあった。そうした際につけられた変名がナンカー・フェルジである。また、ナンカーとは日本語で「あかんべぇ」などといった人を茶化す類の意味で、フェルジとはメンバー共通の友人のことを差していると言われ、メンバーたちによる造語である。
メンバー自身（特にメインの二人）から多くが語られていないため詳細は不明で、名義については諸説ある。メンバーたちによるジャムから発展したものがそのままアイデンティティとなって録音されたとする説、他のメンバーのアイディアをジャガー/リチャーズが改変したとする説などであるが、ブライアン・ジョーンズの変名、あるいはブライアンのアイディアなのではないかとする説が根強い。この説が有力視されるのは、名義にブライアンの名がないにも関わらず、毎年遺族に印税が支払われているというのがその説を裏付けていると考えられるためである。ビル・ワイマンが自著「ストーン・アローン」で語ったところによると、ミックとキース以外が曲作りに大きく関わった曲の権利を主張するために、このクレジット名を考えたとのこと。

## 楽曲
- 「ストーンド」"Stoned"（1963年）
- 「リトル・バイ・リトル」"Little by Little"（1964年）※フィル・スペクターとの共作[1]
- 「ナウ・アイヴ・ゴット・ア・ウィットネス」"Now I've Got a Witness"（1964年）
- 「エンプティ・ハート」"Empty Heart"（1964年）
- 「南ミシガン通り2120」"2120 South Michigan Avenue"（1964年）
- 「ウエストコーストの宣伝屋」"The Under Assistant West Coast Promotion Man"（1965年）
- 「プレイ・ウィズ・ファイア」"Play with Fire"（1965年）
- 「アイム・オールライト」"I'm All Right"（1965年）